# Philoscia nebulosa
Philoscia nebulosa är en kräftdjursart som beskrevs av Paulian de Felice1940. Philoscia nebulosa ingår i släktet Philoscia och familjen Philosciidae. Inga underarter finns listade i Catalogue of Life.